# 任意單位

通用場效電晶體的電流-電壓特性圖，在圖的縱軸，用任意單位表示電流的近似趨勢，也可以減少資料中的電流在個別元件之間的差異性（電流和尺寸和其他因素有關），而其電壓和半導體的電氣特性有關，因此可以直接以伏特為其單位

任意單位（arbitrary unit，arb. unit）又稱程序定義單位（procedure defined unit，p.d.u.），是在科學或技術領域的一種相對單位，來表示物質的量、強度或其他物理量和一個預定義的參考物理量之間的關係。參考用的物理量一般是由某一實驗室訂定，或是和個別實驗量測的結果有關，因此在不知道參考物理量是否相同的情形下，其即使是針對相同物理量（例如物質的量）定義的任意單位，也無法將一個量測者量到的1任意單位和另一量測者量到的1000任意單位相比較，因此任意單位有時也稱為未知單位。此單位只適合量測在類似環境下的多次量測，因為即使參考物理量的數值不明，但量測值和參考物理量之間的比例仍為一無量綱。像物質的量及特殊強度的光譜就常用任意單位來表示。
若參考的物理量有明確定義，且被世界各國認可，可以用任意單位作為公開比較用的單位，像表示藥品及維生素劑量的國際單位即為此例。

## 縮寫及名稱
任意單位的縮寫及名稱有arb. unit、arb. u.、AU及a.u.。不過AU和a.u.也常作為天文單位及原子单位制的縮寫。因此物理评论系列和日本应用物理学杂志（可能也包括其他學術期刊）建議不要使用a.u.的名稱，日本应用物理学杂志建議使用arb. unit。
任意單位雖不是一個廣為認可的單位，但國際純化學和應用化學聯合會（IUPAC）及國際臨床化學聯合會（IFCC）認可有時需要處理這種未知的單位，決定在2008年起使用程序定義單位（p.d.u.），但禁止此單位和其他單位相乘或相除（例如p.d.u./L）。